# Battlezone
Battlezone é um jogo eletrônico para arcade da Atari lançado em 1980. 